# Neocheiridium
Neocheiridium es un género de arácnido del orden Pseudoscorpionida de la familia Cheiridiidae.

## Especies
Las especies de este género son::
- Neocheiridium africanum Mahnert, 1982
- Neocheiridium beieri Vitali-di Castri, 1962
- Neocheiridium chilense Vitali-di Castri, 1962
- Neocheiridium corticum (Balzan, 1887)
- Neocheiridium galapagoense Beier, 1978
- Neocheiridium pusillum Mahnert, 1982
- Neocheiridium strinatii Mahnert & Aguiar, 1986
- Neocheiridium tenuisetosum Beier, 1959
- Neocheiridium triangulare Mahnert & Aguiar, 1986